# Заложники (телесериал)
«Заложники» (англ. Hostages) — американский телесериал, основанный на оригинальном израильском формате, с Тони Коллетт в главной роли. В центре сюжета находится семья врача, чью семью террористы берут в заложники, чтобы она совершила убийство президента. Сериал вышел на CBS в сезоне 2013—2014 годов. Его премьера состоялась 23 сентября 2013 года. Сезон состоял из 15 эпизодов без возможности продления. Сериал является первой за последние годы попыткой канала CBS выпустить не процедурную драму, а последовательную.

## Актёры и персонажи
- Тони Коллетт — Эллен Сандерс
- Дилан Макдермотт — Дункан Карлайл
- Тейт Донован — Брайан Сандерс
- Куинн Шепард — Морган Сандерс
- Матеус Уорд — Джейк Сандерс
- Билли Браун — Арчер Петит
- Сандрин Холт — Мария Гонсалес
- Риз Койро — Крамер Дилейни
- Джеймс Нотон — президент Пол Кинкейд